# Farakosius chloeae
Farakosius chloeae là một loài côn trùng trong họ Ascalaphidae thuộc bộ Neuroptera. Loài này được Michel miêu tả năm 1998.